# Epistemologia bayesiana
A epistemologia bayesiana é uma abordagem formal para várias temas da epistemologia que tem suas raízes no trabalho de Thomas Bayes no campo da teoria das probabilidades. Uma vantagem de seu método formal em contraste com a epistemologia tradicional é que seus conceitos e teoremas podem ser definidos com um alto grau de precisão. Baseia-se na ideia de que as crenças podem ser interpretadas como probabilidades subjetivas. Como tal, elas estão sujeitas às leis da teoria das probabilidades, que atuam como normas de racionalidade. Estas normas podem ser divididas em condições estáticas, governando a racionalidade das crenças a qualquer momento, e condições dinâmicas, governando como os agentes racionais devem mudar suas crenças ao receberem nova evidência. A expressão Bayesiana mais característica destes princípios é encontrada na forma das chamadas "Dutch books" que ilustram a irracionalidade nos agentes através de uma série de apostas que levam a uma perda para o agente, não importa qual dos eventos probabilísticos ocorra. Os bayesianos aplicaram esses princípios fundamentais a vários tópicos epistemológicos, mas o bayesianismo não cobre todos os tópicos da epistemologia tradicional. O problema da confirmação na filosofia da ciência, por exemplo, pode ser abordado através do princípio bayesiano de condicionalização, sustentando que uma evidência confirma uma teoria se aumenta a probabilidade de que essa teoria seja verdadeira. Várias propostas foram feitas para definir o conceito de coerência em termos de probabilidade, geralmente no sentido de que duas proposições são coerentes se a probabilidade de sua conjunção for maior do que se estivessem neutralmente relacionadas entre si. A abordagem bayesiana também foi frutífera no campo da epistemologia social, por exemplo, no que diz respeito ao problema do testemunho ou ao problema da crença grupal. O bayesianismo ainda enfrenta várias objeções teóricas que não foram totalmente resolvidas.

## Relação com a epistemologia tradicional
A epistemologia tradicional e a epistemologia bayesiana são ambas formas de epistemologia, mas diferem em vários aspectos, por exemplo, no que diz respeito à sua metodologia, sua interpretação da crença, o papel que a justificação ou confirmação desempenha nelas e alguns de seus interesses de pesquisa. A epistemologia tradicional se concentra em temas como a análise da natureza do conhecimento, geralmente em termos de crenças verdadeiras justificadas, as fontes de conhecimento, como percepção ou testemunho, a estrutura de um corpo de conhecimento, por exemplo, na forma de fundacionalismo ou coerentismo, e o problema do ceticismo filosófico ou a questão de se o conhecimento é possível. Essas investigações são geralmente baseadas em intuições epistêmicas e consideram as crenças como ou presentes ou ausentes. A epistemologia bayesiana, por outro lado, funciona formalizando conceitos e problemas, que muitas vezes são vagos na abordagem tradicional. Assim, concentra-se mais nas intuições matemáticas e promete um maior grau de precisão. Vê a crença como um fenômeno contínuo que vem em vários graus, os chamados "credences". Alguns bayesianos até sugeriram que a noção regular de crença deveria ser abandonada. Mas também há propostas para conectar os dois, por exemplo, a tese lockeana, que define a crença como um grau de crença acima de um certo limite. A justificação desempenha um papel central na epistemologia tradicional, enquanto os bayesianos se concentraram nas noções relacionadas de confirmação e desconfirmação através da evidência. A noção de evidência é importante para ambas as abordagens, mas somente a abordagem tradicional se interessou em estudar as fontes de evidência, como percepção e memória. O bayesianismo, por outro lado, se concentrou no papel da evidência para a racionalidade: como o grau de crença de alguém deve ser ajustada ao receber nova evidência. Há uma analogia entre as normas bayesianas de racionalidade em termos de leis probabilísticas e as normas tradicionais de racionalidade em termos de consistência dedutiva. Certos problemas tradicionais, como o tema do ceticismo sobre nosso conhecimento do mundo externo, são difíceis de expressar em termos bayesianos.

## Fundamentos
A epistemologia bayesiana é baseada apenas em alguns princípios fundamentais, que podem ser usados para definir várias outras noções e podem ser aplicados a muitos temas da epistemologia. Em sua essência, esses princípios constituem condições sobre como devemos atribuir graus de crença às proposições. Eles determinam o que um agente idealmente racional acreditaria. Os princípios básicos podem ser divididos em princípios sincrônicos ou estáticos, que regem como os graus de crença devem ser atribuídos em qualquer momento, e princípios diacrônicos ou dinâmicos, que determinam como o agente deve mudar suas crenças ao receber nova evidência. Os axiomas de probabilidade e o "princípio principal" pertencem aos princípios estáticos, enquanto o princípio de condicionalização rege os aspectos dinâmicos como uma forma de inferência probabilística. A expressão bayesiana mais característica desses princípios é encontrada na forma de "Dutch books", que ilustram a irracionalidade nos agentes através de uma série de apostas que levam a uma perda para o agente, não importa qual dos eventos probabilísticos ocorra. Este teste para determinar a irracionalidade é conhecido como o "teste pragmático autoderrotista" (pragmatic self-defeat test).

### Crenças, probabilidade e apostas
Uma diferença importante para a epistemologia tradicional é que a epistemologia bayesiana se concentra não na noção de crença simples, mas na noção de graus de crença, os chamados "credences". Esta abordagem tenta captar a ideia da certeza: acreditamos em todos os tipos de afirmações, mas estamos mais certos de algumas, como que a terra é redonda, do que de outras, como que Platão foi o autor do Primeiro Alcibíades. Esses graus vêm em valores entre 0 e 1. 0 corresponde à descrença total, 1 corresponde à crença total e 0,5 corresponde à suspensão da crença. De acordo com a interpretação bayesiana de probabilidade, os graus de crença representam probabilidades subjetivas. Seguindo Frank P. Ramsey, eles são interpretados em termos da disposição para apostar dinheiro em uma afirmação. Portanto, ter um grau de crença de 0,8 (ou seja, 80%) de que seu time de futebol favorito ganhará o próximo jogo significaria estar disposto a apostar até quatro dólares pela oportunidade de obter um lucro de um dólar. Esse relato estabelece uma conexão estreita entre a epistemologia bayesiana e a teoria da decisão. Pode parecer que o comportamento das apostas é apenas uma área especial e, como tal, não é adequado para definir uma noção tão geral como graus de crença. Mas, como Ramsey argumenta, apostamos o tempo todo quando se entende no sentido mais amplo. Por exemplo, ao irmos para a estação de trem, apostamos que o trem chegaria a tempo, caso contrário teríamos ficado em casa. Decorre da interpretação de graus de crença em termos de disposição para fazer apostas que seria irracional atribuir um grau de 0 ou 1 a qualquer proposição, exceto ás contradições e tautologias. A razão para isto é que atribuir esses valores extremos significaria que se estaria disposto a apostar qualquer coisa, incluindo a própria vida, mesmo que a recompensa fosse mínima. Outro efeito colateral negativo de tais graus extremos é que elas são fixados permanentemente e não podem mais ser atualizadas ao adquirir nova evidência.
Este princípio central do bayesianismo, que os graus de crença são interpretados como probabilidades subjetivas e, portanto, regidos pelas normas de probabilidade, foi denominado "probabilismo". Essas normas expressam a natureza das crenças dos agentes idealmente racionais. Elas não colocam exigências sobre qual grau de crença devemos ter em uma crença específica, por exemplo, se vai chover amanhã. Em vez disso, restringem o sistema de crenças como um todo. Por exemplo, se a sua crença de que vai chover amanhã é 0,8, então seu grau de crença na proposição oposta, ou seja, que não vai chover amanhã, deve ser 0,2, não 0,1 ou 0,5. De acordo com Stephan Hartmann e Jan Sprenger, os axiomas de probabilidade podem ser expressos através das seguintes duas leis: (1) {\displaystyle P(A)=1} para qualquer tautologia; (2) Para proposições incompatíveis (mutuamente exclusivas) {\displaystyle A} e {\displaystyle B}, {\displaystyle P(A\lor B)=P(A)+P(B)}.
Outro importante princípio bayesiano de graus de crença é o princípio principal devido a David Lewis. Afirma que nosso conhecimento de probabilidades objetivas deve corresponder às nossas probabilidades subjetivas na forma de graus de crença. Então, se alguém sabe que a chance objetiva de uma moeda cair cara é de 50%, então o grau de crença de que a moeda cairá cara deveria ser 0,5.
Os axiomas de probabilidade junto com o princípio principal determinam o aspecto estático ou sincrônico da racionalidade: como devem ser as crenças de um agente quando se considera apenas um momento. Mas a racionalidade também envolve um aspecto dinâmico ou diacrônico, que entra em jogo para mudar os graus de crença ao ser confrontado com nova evidência. Este aspecto é determinado pelo princípio de condicionalização.

### Princípio de condicionalização
O princípio de condicionalização rege como o grau de crença de um agente em uma hipótese deve mudar ao receber nova evidência a favor ou contra esta hipótese. Como tal, expressa o aspecto dinâmico de como os agentes racionais ideais se comportariam. Baseia-se na noção de probabilidade condicional, que é a medida da probabilidade de que um evento ocorra dado que outro evento já ocorreu. A probabilidade incondicional de que {\displaystyle A} ocorra é geralmente expressa como {\displaystyle P(A)}, enquanto a probabilidade condicional de que {\displaystyle A} ocorra dado que {\displaystyle B} já ocorreu é escrito como {\displaystyle P(A\mid B)}. Por exemplo, a probabilidade de atirar uma moeda duas vezes e a moeda cair cara duas vezes é de apenas 25%. Mas a probabilidade condicional de isso ocorrer, dado que a moeda caiu cara na primeira vez é então 50%. O princípio de condicionalização aplica esta ideia às crenças: devemos mudar nosso grau de crença de que a moeda vai cair cara duas vezes ao receber evidência de que já caiu cara na primeira vez. A probabilidade atribuída à hipótese antes do evento é chamada de probabilidade a priori. A probabilidade depois é chamada de probabilidade a posteriori. Segundo o princípio simples de condicionalização, isto pode ser expresso da seguinte forma: {\displaystyle P_{\text{posterior}}(H)=P_{\text{prior}}(H\mid E)={\frac {P_{\text{prior}}(H\land E)}{P_{\text{prior}}(E)}}}. Assim, a probabilidade a posteriori de que a hipótese seja verdadeira é igual à probabilidade condicional a priori de que a hipótese seja verdadeira em relação à evidência, que é igual à probabilidade a priori de que tanto a hipótese quanto a evidência sejam verdadeiras, dividida pela probabilidade a priori de que a evidência seja verdadeira. A expressão original deste princípio, referida como teorema de Bayes, pode ser deduzida diretamente dessa formulação.
O princípio simples de condicionalização faz a suposição de que nosso grau de crença na evidência adquirida, ou seja, sua probabilidade a posteriori, é 1, o que é irrealista. Por exemplo, os cientistas às vezes precisam descartar evidências previamente aceitas ao fazer novas descobertas, o que seria impossível se o grau de crença correspondente fosse 1. Uma forma alternativa de condicionalização, proposta por Richard Jeffrey, ajusta a fórmula para levar em conta a probabilidade da evidência: {\displaystyle P_{\text{posterior}}(H)=P_{\text{prior}}(H\mid E)\cdot P_{\text{posterior}}(E)+P_{\text{prior}}(H\mid \lnot E)\cdot P_{\text{posterior}}(\lnot E)}.

### Dutch books
Um Dutch book é uma série de apostas que resulta necessariamente em uma perda. Um agente é vulnerável a um Dutch book se suas crenças violarem as leis da probabilidade. Isso pode ser tanto em casos sincrônicos, nos quais o conflito acontece entre crenças mantidas ao mesmo tempo, quanto em casos diacrônicos, nos quais o agente não responde adequadamente a nova evidência. No caso sincrônico mais simples, apenas duas crenças estão envolvidas: a crença em uma proposição e em sua negação. As leis da probabilidade sustentam que estes dois graus de crença juntos devem somar 1, já que ou a proposição ou sua negação são verdadeiras. Os agentes que violam esta lei são vulneráveis a um Dutch book sincrônico. Por exemplo, dada a proposição de que vai chover amanhã, suponha que o grau de crença de um agente de que é verdadeiro é 0,51 e o grau de que é falso também é 0,51. Neste caso, o agente estaria disposto a aceitar duas apostas de $0,51 pela oportunidade de ganhar $1: uma de que vai chover e outra de que não vai chover. As duas apostas juntas custam $1,02, resultando em uma perda de $0,02, não importa se vai chover ou não. O princípio por trás dos Dutch books diacrônicos é o mesmo, mas eles são mais complicados, pois envolvem fazer apostas antes e depois de receber nova evidência e têm que levar em conta que há uma perda em cada caso, não importa como a evidência resulte.
Há diferentes interpretações sobre o que significa que um agente é vulnerável a um Dutch book. Segundo a interpretação tradicional, tal vulnerabilidade revela que o agente é irracional, já que se envolveria voluntariamente em um comportamento que não é do seu melhor interesse pessoal. Um problema com essa interpretação é que ela assume a onisciência lógica como requisito para a racionalidade, o que é problemático especialmente em casos diacrônicos complicados. Uma interpretação alternativa usa os Dutch books como "uma espécie de heurística para determinar quando os graus de crença de alguém têm o potencial de serem pragmaticamente autoderrotistas". Essa interpretação é compatível com a manutenção de uma visão mais realista da racionalidade diante das limitações humanas.
Os Dutch books estão intimamente relacionados com os axiomas da probabilidade. O teorema Dutch book sustenta que apenas as atribuições de graus de crença que não seguem os axiomas da probabilidade são vulneráveis aos Dutch books. O teorema Dutch book inverso afirma que nenhuma atribuição de graus de crença que siga estes axiomas é vulnerável a um Dutch book.

## Aplicações

### Teoria da confirmação
Na filosofia da ciência, a confirmação refere-se à relação entre uma evidência e uma hipótese confirmada por ela.  A teoria da confirmação é o estudo da confirmação e desconfirmação: como as hipóteses científicas são apoiadas ou refutadas pela evidência. A teoria da confirmação bayesiana fornece um modelo de confirmação baseado no princípio de condicionalização. Uma evidência confirma uma teoria se a probabilidade condicional dessa teoria em relação à evidência for maior que a probabilidade incondicional da teoria por si só. Expresso formalmente: {\displaystyle P(H\mid E)>P(H)}. Se a evidência diminuir a probabilidade da hipótese, então ela a desconfirma. Os cientistas geralmente não estão interessados apenas em saber se uma evidência apoia uma teoria, mas também em quanto apoio ela fornece. Há diferentes maneiras de determinar esse grau. A versão mais simples apenas mede a diferença entre a probabilidade condicional da hipótese relativa à evidência e a probabilidade incondicional da hipótese, ou seja, o grau de apoio é {\displaystyle P(H\mid E)-P(H)}. O problema com a medição desse grau é que depende de quão certa a teoria já está antes de receber a evidência. Portanto, se um cientista já está muito certo de que uma teoria é verdadeira, então mais uma evidência não afetará muito seu grau de crença, mesmo que a evidência seja muito forte. Existem outras condições para como uma medida de evidência deve se comportar, por exemplo, evidência surpreendente, ou seja, evidência que tinha uma probabilidade baixa por si só, deve fornecer mais apoio. Os cientistas são frequentemente confrontados com o problema de ter que decidir entre duas teorias concorrentes. Em tais casos, o interesse não está tanto na confirmação absoluta, ou em quanto uma nova evidência apoiaria esta ou aquela teoria, mas na confirmação relativa, ou seja, em qual teoria é mais apoiada pela nova evidência.
Um problema bem conhecido na teoria da confirmação é o paradoxo do corvo de Carl Gustav Hempel. Hempel começa apontando que ver um corvo preto conta como evidência para a hipótese de que todos os corvos são pretos enquanto que ver uma maçã verde geralmente não é considerado evidência a favor ou contra essa hipótese. O paradoxo consiste na consideração de que a hipótese "todos os corvos são pretos" é logicamente equivalente à hipótese "se algo não é preto, então não é um corvo". Portanto, já que ver uma maçã verde conta como evidência para a segunda hipótese, também deve contar como evidência para a primeira. O bayesianismo permite que ver uma maçã verde apoie a hipótese do corvo enquanto explica nossa intuição inicial do contrário. Este resultado é alcançado se assumirmos que ver uma maçã verde fornece um apoio mínimo, mas ainda positivo, para a hipótese do corvo, enquanto que ver um corvo preto fornece um apoio significativamente maior.

### Coerência
A coerência desempenha um papel central em várias teorias epistemológicas, por exemplo, na teoria da coerência da verdade ou na teoria da coerência da justificação. Muitas vezes se supõe que conjuntos de crenças são mais prováveis de serem verdadeiros se forem coerentes do que de outra forma. Por exemplo, é mais provável que confiemos em um detetive que pode conectar todas as evidências em uma história coerente. Mas não há um acordo geral sobre como a coerência deve ser definida. O bayesianismo foi aplicado a este campo ao sugerir definições precisas de coerência em termos de probabilidade, que podem então ser empregadas para enfrentar outros problemas relacionados com a coerência. Uma dessas definições foi proposta por Tomoji Shogenji, que sugere que a coerência entre duas crenças é igual à probabilidade de sua conjunção dividida pelas probabilidades de cada uma por si mesma, ou seja, {\displaystyle Coherence(A,B)={\frac {P(A\land B)}{(P(A)\cdot P(B))}}}.  Intuitivamente, isto mede a probabilidade de que as duas crenças sejam verdadeiras ao mesmo tempo, em comparação com a probabilidade de que isso ocorresse se elas estivessem neutralmente relacionadas entre si. A coerência é alta se as duas crenças são relevantes uma para a outra. A coerência definida desta forma é relativa a uma atribuição de graus de crença. Isto significa que duas proposições podem ter uma alta coerência para um agente e uma baixa coerência para outro agente devido à diferença nas probabilidades a priori das crenças dos agentes.

### Epistemologia social
A epistemologia social estuda a relevância dos fatores sociais para o conhecimento. No campo da ciência, por exemplo, isto é relevante, já que os cientistas individuais frequentemente têm que confiar nas descobertas de outros cientistas para progredir. A abordagem bayesiana pode ser aplicada a vários tópicos da epistemologia social. Por exemplo, o raciocínio probabilístico pode ser usado no campo do testemunho para avaliar quão confiável é um determinado relatório. Desta maneira, pode ser formalmente demonstrado que os relatórios de testemunhas que são probabilisticamente independentes uns dos outros fornecem mais apoio do que de outra forma. Outro tema da epistemologia social diz respeito à questão de como agregar as crenças dos indivíduos dentro de um grupo para chegar à crença do grupo como um todo. O bayesianismo aborda esse problema agregando as atribuições de probabilidade dos diferentes indivíduos.

## Objeções

### Problema dos priores
Para tirar inferências probabilísticas baseadas em nova evidência, é necessário já ter uma probabilidade a priori atribuída à proposição em questão. Mas isto nem sempre é assim: á muitas proposições que o agente nunca considerou e, portanto, carece de um grau de crença. Este problema geralmente é resolvido atribuindo uma probabilidade à proposição em questão, a fim de aprender com a nova evidência através da condicionalização. O problema dos priores diz respeito à questão de como essa atribuição inicial deve ser feita. Os bayesianos subjetivos sustentam que não há ou há poucas condições além da coerência probabilística que determinam como atribuímos as probabilidades iniciais. O argumento para essa liberdade na escolha dos graus iniciais de crença é que os graus mudarão à medida que adquirirmos mais evidências e convergirão para o mesmo valor depois de passos suficientes, não importa por onde comecemos. Os bayesianos objetivos, por outro lado, afirmam que existem várias condições que determinam a atribuição inicial. Uma condição importante é o princípio da indiferença. Afirma que os graus de crença devem ser distribuídas igualmente entre todos os resultados possíveis. Por exemplo, um agente quer predizer a cor das bolas sacadas de uma urna que contém apenas bolas vermelhas e pretas, sem qualquer informação sobre a proporção de bolas vermelhas e pretas.  Aplicado a esta situação, o princípio da indiferença afirma que o agente deve inicialmente assumir que a probabilidade de sacar uma bola vermelha é de 50%. Isto se deve a considerações simétricas: é a única atribuição em que as probabilidades a priori são invariantes a uma mudança de etiqueta. Embora essa abordagem funcione para alguns casos, produz paradoxos em outros. Outra objeção é que não se deve atribuir probabilidades a priori com base na ignorância inicial.

### Problema da onisciência lógica
As normas de racionalidade segundo as definições padrão da epistemologia bayesiana assumem a onisciência lógica: o agente tem que se assegurar de seguir exatamente todas as leis de probabilidade para todas as suas crenças, a fim de contar como racional. Quem não o faz é vulnerável aos Dutch books e, portanto, é irracional. Este é uma norma irrealista para os seres humanos, como os críticos apontaram.

### Problema da evidência antiga
O problema da evidência antiga diz respeito aos casos em que o agente não sabe, no momento de adquirir uma evidência, que confirma uma hipótese, mas só fica sabendo dessa relação de apoio mais tarde. Normalmente, o agente aumentaria sua crença na hipótese após descobrir essa relação. Mas isto não é permitido na teoria da confirmação bayesiana, já que a condicionalização só pode acontecer após uma mudança da probabilidade da afirmação evidencial, o que não é o caso. Por exemplo, a observação de certas anomalias na órbita de Mercúrio é evidência para a teoria da relatividade geral. Mas esses dados foram obtidos antes da formulação da teoria, contando assim como evidência antiga.